# 塩川長満
塩川 長満（しおかわ ながみつ）は、戦国時代から安土桃山時代にかけての武将。伊丹親興は従兄弟にあたる。

## 生涯
天文7年（1538年）、摂津国の国人・塩川国満の子として誕生。母は継室の伊丹氏（龍照院）。
はじめ三好氏に属したが、永禄11年（1568年）、上洛した織田信長に従属。2万石を安堵された。同年8月、信長の野田・福島攻囲戦にも従っている。天正元年（1573年）、室町幕府15代将軍・足利義昭と信長が対立すると、『尋憲記』に義昭に味方した松永久秀の与党に「シヲカワ」（正しくは「シホカハ」）が載せられていることから織田氏と敵対したようだが、天正3年（1575年）には京都相国寺に信長を訪問して馬を与えられているので、ほどなく信長に降ったと推測される。またこの頃、摂津の一職守護であった荒木村重に属したとみられる。しかし天正6年（1578年）に村重の謀反が発覚した際にはいち早く信長に報告しており、感状を送られている。「穴織宮拾要記」によると、同年12月28日には村重方から所領である摂津の加茂村、栄根村、 栄根寺を焼き討ちされたとされる。天正8年（1580年）の花隈城攻めにも参戦した。同年9月17日、対立する近隣の豪族・能勢頼道を多田に誘殺した。これは能勢が信長の召し出しに応じなかったためとされる。天正9年（1581年）8月、他の摂津衆や池田恒興と共に、明智光秀の与力として中国地方出陣の命が下され、同年9月には鳥取城攻めに援軍を派遣している。天正10年（1582年）5月にも中国攻めの命が下るが、これは本能寺の変の勃発により中止、長満は羽柴秀吉に書状を出し、畿内の様子を注進。秀吉軍と合流して、山崎の戦いでは先鋒となって活躍した。天正14年（1586年）、6月頃より重病となり、10月5日に病死（『高代寺日記』）。長満には実子・愛蔵と養子・辰千代がいたが、後継者争いの末に愛蔵が跡を継いだものの、その冬のうちに塩川家は取り潰しになったという。また『多田雪霜談』では、かねてから遺恨があり紛争を重ねてきた能勢氏に対し、当主の能勢頼次が九州征伐で不在の間にその領地を襲ったため、秀吉に咎められて片桐且元、池田輝政、堀尾吉晴に攻められて自刃したという逸話を記している。
娘が信長の嫡男・織田信忠に嫁いでおり、織田秀信の生母とする説もある。